# Автобан A117 (Німеччина)
Федеральний автобан 117 (A117, нім. Bundesautobahn 117) — автобан у Німеччині. Дорога, яка згодом стане A 117, була побудована в 1960-х роках як A 113, призначена для сполучення від розв’язки A10-A13 у Шенефельді до берлінського району Адлерсхоф. Шлях цієї дороги був схожий на весь сучасний маршрут A 117, потім маршрут A 113 на південь до початку A 13.
Невдовзі після об’єднання уздовж А. було побудовано розв’язку 113 у Вальтерсдорфі (сьогодні А 117 перехрестя 2). У 1997 році в Нойкельні почалося будівництво нової ділянки автобану, яка мала початися на A 100 і з’єднує центральну частину міста з Адлерсгофом і вже існуючою ділянкою дороги А 113. Нова секція була завершена в 2008 році і отримала оцінку A 113 позначення. Залишок, який залишився, від Вальтерсдорф до Трептов, був перенумерований на A 117.
Під час будівництва А 113 необхідно було побудувати нову тристоронню розв’язку в місці з’єднання розширення з існуючою проїжджою частиною. Також довелося трохи змінити маршрут існуючого автобану, оскільки міське кладовище було ізольовано дорогою від решти його території. Єдиним способом вирішити цю проблему та зберегти як нову, так і існуючу розв’язку було об’єднати дві розв’язки, хоча й досі вони нумеруються окремо.